# The House with the Golden Windows
The House with the Golden Windows er en amerikansk stumfilm fra 1916 af George Melford.

## Medvirkende
- Wallace Reid som Tom Wells.
- Cleo Ridgely som Sue Wells.
- Billy Jacobs som Billy Wells.
- James Neill som James Peabody.
- Mabel Van Buren som Mrs. Peabody.